# Gitane (Fahrradhersteller)
Gitane ist ein  französischer Fahrradhersteller, dessen Produktionsstätten sich heute in Romilly-sur-Seine befinden. Der Markenname „Gitane“ leitet sich von dem französischen Wort für „Zigeunerin“ ab.
Insbesondere zwischen den 1960er und 1980er Jahren war die Marke Gitane stark an den französischen Profiradsport gebunden. In dieser Zeit rüstete die Firma Fahrer wie Jacques Anquetil (1963–1965), Lucien van Impe (1974–1976), Bernard Hinault (1975–1983), Laurent Fignon (1982–1988) und Greg LeMond (1981–1984) aus. Heute gehört die Marke Gitane über die Cycleurope SAS zu Grimaldi Industri.

## Unternehmensgeschichte
Die Ursprünge von Gitane finden sich bereits im Jahr 1925, als Marcel Brunelière eine Schmiede für Werkzeug und Agrarbedarf bei Machecoul unweit von Nantes im Département Loire-Atlantique eröffnete. In seiner Schmiede fing er nach und nach an, Fahrradteile zu produzieren. 1926 eröffnete er eine Werkstatt zur Fahrradmontage für G.M.B und Marbru.
Brunelière fing im Jahr 1930 an, erste Fahrräder selbst zu montieren und wählte hierfür den Markennamen Gitane. In den 1950er Jahren wurde die Produktpalette um leichte Motorräder erweitert. Der Firmenname wurde im Jahr 1960 in Micmo geändert, aber der Markenname Gitane wurde weiterhin für die Fahrräder der Firma benutzt. Im Jahr 1974 erwarb der französische Kraftfahrzeughersteller Renault ein Drittel der Aktienanteile von Micmo, um im Jahr 1976 die Firma komplett zu übernehmen.
Im Jahr 1985 wurde Micmo schließlich von Renault wieder verkauft. Die Firma wurde schließlich im Jahr 1992 in Zusammenarbeit mit Peugeot und dem spanischen Fahrradhersteller BH in die Cycleurope-Gruppe eingegliedert, um dem Marktdruck, insbesondere aus Asien, standzuhalten. Schließlich wurde Cycleeurope ein Teil der Grimaldi-Gruppe.
Die Fabrik in Machecoul produziert auch heute noch Gitane-Räder für den französischen Markt.

## Sponsor-Tätigkeit
Die ersten Profiradsportler wurden durch Gitane im Jahr 1948 ausgerüstet. Von 1953 bis 1955 stattete die Firma Jean Stablinski aus. 1960 wurden Rapha-Gitane-Dunlop und Rudi Altig unterstützt. 1963 und 1964 konnte Jacques Anquetil die Tour de France auf Gitane gewinnen.
In den 1970er Jahren sponsorte Renault unter dem Namen Renault-Gitane sein eigenes Radsport-Team und stattete dieses mit der zur Firma gehörigen Marke Gitane aus. Unter anderem fuhren Lucien Van Impe, Bernard Hinault, Laurent Fignon und Greg Lemond auf Gitane: Alle gewannen sie die Tour de France.
Gitane rüstete des Weiteren die Teams Système U (angeführt von Laurent Fignon), RMO (angeführt von Charly Mottet) und Toshiba (angeführt von Jean-François Bernard) aus.
In den 1990er Jahren war die Marke Gitane zudem als Sponsor im Bereich Mountain Bike aktiv.
Nach einigen Jahren der Abwesenheit kehrte Gitane als Sponsor in den Profiradsport zurück und unterstützte die Mannschaften La Française des Jeux (Radsport-Team) und Big Mat-Auber 93. Im Jahr 2010 stellte Gitane dem Team Saur-Sojasun das neue Modell Definitive Gitane „The One“ ISP zur Verfügung. Gitane-Rahmen und -Räder werden ausschließlich in Europa vertrieben. Die Aluminium- und Stahl-Rahmen werden nach wie vor in der Gründungsstadt Machecoul und im Cycleurope-Werk in Romilly-sur-Seine produziert. Die Rahmen aus kohlenstofffaserverstärktem Kunststoff werden hingegen in Asien gefertigt.

## Palmarès
Gitane gehört neben Pinarello, Peugeot und der Trek Bicycle Corporation zu den erfolgreichsten Marken bei der Tour de France. Insgesamt konnte die Frankreichrundfahrt neun Mal auf einem Rennrad der Firma Gitane gewonnen werden. Zudem sind drei Weltmeistertitel im Straßenrennen und drei Stundenweltrekorde als bedeutende Leistungen auf Gitane eingefahren worden.
- Tour de France 
  - 1963, 1964 (Jacques Anquetil), 1976 (Lucien Van Impe), 1978, 1979, 1981, 1982 (Bernard Hinault), 1983, 1984 (Laurent Fignon)

- Weltmeisterschaft
  - 1958 (Elsy Jacobs), 1980 (Bernard Hinault), 1983 (Greg LeMond)

- Stundenweltrekord
  - 1957, 1959 Roger Rivière, 1958 Elsy Jacobs